# Нічлава

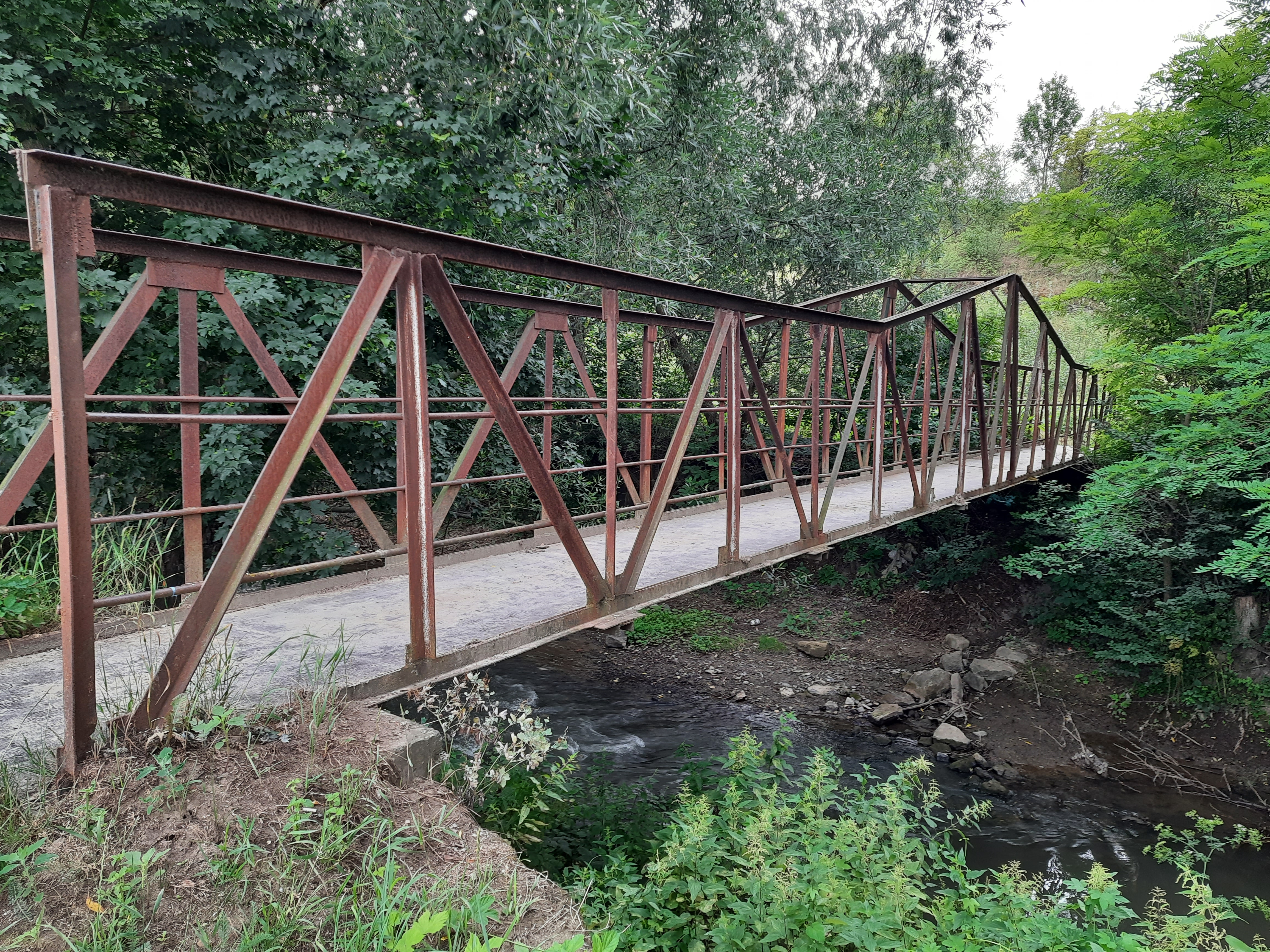
Місток через Нічлаву в с. Пилипче

Нíчлава (середньовічна назва — Сарнік) — річка в Україні, у межах Чортківського району Тернопільської области. Ліва притока Дністра (басейн Чорного моря).

## Опис
Довжина 83 км. Площа водозбірного басейну 871 км². Похил річки 2,1 м/км. Води річки використовуються для технічного водопостачання.

## Розташування
Нічлава бере початок з урочища «Нічлави», що розташоване в селі Крогулець. Походження назви урочища невідоме. Від початку витоку в селі утворює три ставки, а далі тече на повз село Чагарі. Тече в межах Подільської височини переважно на південь. Впадає в Дністер поблизу села Устя Чортківського району.
Нічлава має головну праву (західну) притоку — Нічлавку, витік якої розташований поблизу села Яблунів, Чортківського району. Місце злиття річок Нічлавки та Нічлави розташоване між селами Колиндяни і Давидківці. В місці злиття притока повноводніша за Нічлаву.

## Геоморфологія басейну
У геоморфологічному відношенні басейн річки неоднорідний. Верхня та середня частини басейну — хвиляста рівнина з широкими вододілами, пологими, переважно, прямими схилами, нечисленними балками. Долина коритоподібна. Заплава річки двобічна, завширшки 100—400 м, тераси відсутні.
Приблизно від села Жилинці долина набуває U-подібної форми, з'являється перша тераса, заплава стає вузькою. До річкової долини виходить багато ярів та балок. Амплітуда висот між руслом та вододілом у нижній течії Нічлави 100—120 м; простежується друга тераса. У нижній частині басейну трапляється багато карстових форм рель'єфу.
Здійснюються протиерозійні заходи (лісонасадження, обваловування берегів тощо).

## Гідрологічний режим
Нічлава належить до малих річок України, тому для неї типовим є таким режим: зимова межень, весняний паводок, літня межень, що переривається невисокими паводками, осіннє підняття води. Річище звивисте, завширшки 0,3 до 5,6 м (макс. 22 м), завглибшки 0,2—1,7 м.
Основне джерело живлення річки — атмосферні опади, меншу роль відіграють талі та підземні води, вплив останніх на стік зростає лише в південній частині басейну.
Зимова межень триває з середини листопада — початку грудня до середини березня. Льодовий покрив нестійкий, у теплі зими відлиги спричиняють незначні (на 20—30 см) підняття рівня води. Весняний паводок триває з квітня до середини травня; рівень підняття води може сягати 50—70 см. Літня межень триває з серпня до середини вересня, у цей час уріз води є найнижчим за рік. Осінні дощі спричиняють незначне підняття рівня води.

## Хімічний склад води
Хімічний склад річкових вод визначається літологічним складом порід, характером ґрунтів і кількістю атмосферних опадів, а також діяльністю людини. Води Нічлави гідрокарбонатні, у нижній частині русла — гідрокарбонатно-кальцієві (за рахунок впливу підземних вод). Мінералізація у нижній частині басейну сягає 559 г/м³, під час паводків вона дещо зменшується.

## Екологія річки
На відміну від 2005 року в 2006 році забруднення спостерігається по всій течії річки. БСК5 — від 5,74 мг/дм³ (1,7 мг/дм³ у 2005 році) на витоку до 6,3 мг/дм³ нижче Борщева, де відсутні очисні споруди, і до 4,1 мг/дм3 в гирлі. Солевміст від 719 мг/дм³ на витоку до 1 006 мг/дм³ в гирлі.
У нижній течії річка має високий вміст сульфатів, чим суттєво відрізняється від інших річок регіону.

## Притоки
Праві: Нічлавка, Драпака.
Ліві: Циганська.

## Населені пункти
Над річкою розташовані такі села, селища, міста (від витоків до гирла): Чагарі, Крогулець, Коцюбинці, Жабинці, Пробіжна, Великі Чорнокінці, Давидківці, Тарнавка, Пилатківці, Жилинці, Ланівці, Верхняківці, Борщів, Висічка, Пищатинці, Стрілківці, Королівка, Сков'ятин, Шишківці, Худіївці, Бабинці, Пилипче, Михалків, Устя.